# Jérémy Clément
Jérémy Clément (født 26. august 1984 i Béziers, Frankrig) er en fransk fodboldspiller, der spiller som midtbanespiller hos AS Nancy. Han har tidligere spillet for både Olympique Lyon, Paris Saint-Germain og skotske Rangers F.C.

## Klubkarriere
Clément startede sin seniorkarriere i 2003 hos Olympique Lyon, hvor han også havde tilbragt sine ungdomsår. Han blev både i 2004, 2005 og 2006 fransk mester med klubben, inden han i 2006 prøvede lykken i skotsk fodbold, hos traditionsklubben Rangers F.C. Opholdet her blev dog ingen succes, og allerede året efter flyttede han tilbage til Frankrig, hvor han skrev kontrakt med hovedstadsklubben Paris Saint-Germain. Han vandt i 2008 Liga Cuppen med klubben.

## Landshold
Clément har (pr. februar 2009) endnu ikke debuteret for det franske A-landshold. Som ungdomsspiller opnåede han dog fra 2005 til 2006 seks kampe for landets U-21 landshold.

## Titler
Ligue 1
- 2004, 2005 og 2006 med Olympique Lyon

Coupe de la Ligue
- 2008 med Paris Saint-Germain